# Les Puissants
Pour plus de détails, voir Fiche technique et Distribution.
Les Puissants ou La Croisade des braves au Canada francophone (The Mighty) est un film américain réalisé par Peter Chelsom en 1998.

## Synopsis
Kevin Dillon et sa mère emménagent dans la maison attenante à celle où vit Maxwell Kane avec ses grands-parents. Kevin est un petit Einstein à la langue bien pendue mais affublé d'un appareil orthopédique tandis que Max, qui a treize ans, est anormalement développé pour son âge. Ces deux jeunes garçons hors du commun, que les voyous du quartier nomment Frankenstein et Igor, vont s'unir et choisissent la plus noble des missions tels les Chevaliers de la Table ronde : réparer les torts, exterminer les dragons, ceci dans le royaume féroce de leur ville.

## Fiche technique
- Titre original : The Mighty
- Titre français : Les Puissants
- Titre québécois : La Croisade des braves
- Réalisation : Peter Chelsom
- Scénario : Charles Leavitt, d'après le roman Freak the Mighty de Rodman Philbrick
- Musique : Trevor Jones
- Direction artistique : Dennis Davenport
- Décors : Caroline Hanania
- Costumes : Marie-Sylvie Deveau
- Photographie : John De Borman
- Son : Bruce Carwardine
- Montage : Martin Walsh
- Production : Jane Startz et Simon Fields
- Production déléguée : Bob et Harvey Weinstein et Julie Goldstein
- Société de production : Scholastic Productions
- Sociétés de distribution : Miramax (États-Unis), BAC Films (France)
- Budget : 100 000 $[1],[2]
- Pays de production :  États-Unis
- Langue originale : anglais
- Format : couleur — 1,85:1 — 35 mm — son Dolby Digital
- Genre : comédie dramatique
- Durée : 100 minutes
- Dates de sortie : 
  - France : mai 1998 (Festival de Cannes)
  - États-Unis : 9 octobre 1998
  - France : 23 décembre 1998
- Classification :
  - États-Unis : PG-13 (Motion Picture Association)
  - France : tous publics (CNC)

## Distribution
- Kieran Culkin (VQ : Lawrence Arcouette) : Kevin Dillon
- Elden Henson (VF : Maël Davan-Soulas ; VQ : Martin Watier) : Maxwell Kane / le narrateur
- Sharon Stone (VF : Micky Sebastian ; VQ : Anne Dorval) : Gwen Dillon
- Gena Rowlands (VQ : Élizabeth Lesieur) : Susan
- Harry Dean Stanton (VQ : Jean Brousseau) : Elton
- Gillian Anderson (VQ : Claudine Chatel) : Loretta Lee
- James Gandolfini (VF : Gabriel Le Doze ; VQ : Benoit Rousseau) : Kenny Kane
- Meat Loaf (VQ : François L'Écuyer) : Iggy
- Jenifer Lewis : Mme Addison
- Joseph Perrino : Blade
- Sting : Un passant dans la rue

 Source et légende : version française (VF) sur RS Doublage
 Source et légende : version québécoise (VQ) sur Doublage.qc.ca

## Sortie et accueil

### Box-office
Initialement prévu pour une sortie en salles à la Noël 1997 mais retardé par Miramax qui n'a pas trouvé de réseau de distribution nécessaire pour le diffuser en salles, Les Puissants est d'abord projeté au Festival de Cannes en 1998 avant de connaître une distribution limitée aux États-Unis le 9 octobre 1998, où il est d'abord diffusé dans huit salles et rapporte 87 705 $, ce qui lui vaut de se hisser à la 17e place du box-office le week-end de sa sortie. Par la suite, le film est plus largement diffusé sur le territoire américain, où il n'est jamais distribué au-delà de 614 salles dans ce pays, ce qui lui permet de totaliser 2 652 246 $ en fin d'exploitation.
À l'international, le métrage totalise 3 469 336 $, lui permettant d'engranger 6 121 582 $ de recettes mondiales, ce qui est en fait un succès si l'on compare ce chiffre à son budget de production estimé à 100 000 $,. 
En France, il totalise 118 766 entrées, où il a été distribué dans 185 salles,.

### Réception critique
Le long-métrage est bien accueilli par la critique dans les pays anglophones, obtenant un taux d'approbation de 75% sur le site Rotten Tomatoes, ayant recensé quarante critiques, ce qui lui vaut d'obtenir une moyenne de 6,8⁄10. Le site note dans son consensus que « vif et doux, mettant l'accent sur le pouvoir de guérison de l'amitié, [le film] est un charmeur modeste qui vient de sa fantaisie honnêtement »,.
Toutefois, en France, la réception est plus mitigé, puisqu'il obtient une moyenne de 2,2⁄5 sur le site AlloCiné, qui a recensé six titres de presse.

## Autour du film
Le film Les Puissants se base sur un roman de l'auteur Rodman Philbrick, Freak the Mighty publié dans sa version originale en 1993 aux États-Unis. Bien que republié dans de nombreuses rééditions depuis, le roman de Rodman Philbrick n'a jamais été traduit en langue française.